# 4-Fluoroamfetamina
4-Fluoroamfetamina, 4-FA – organiczny związek chemiczny, pochodna amfetaminy pokrewna 4-MTA i PMA, substancja psychoaktywna o działaniu stymulującym i słabym działaniu empatogennym.